# Pargnan
Pargnan település Franciaországban, Aisne megyében. Lakosainak száma 66 fő (2022. január 1.). Pargnan Cuissy-et-Geny, Maizy és Œuilly községekkel határos.

## Népesség
A település népességének változása:
| Lakosok száma | 57   | 47   | 35   | 58   | 62   | 77   | 74   | 68   | 67   | 66   |
|               | 1968 | 1982 | 1990 | 2006 | 2011 | 2016 | 2017 | 2019 | 2020 | 2022 |